# Warwick Brown
Warwick Brown és un pilot automobilístic que va participar en la Fórmula 1. Va néixer a Sydney, Austràlia el 24 de desembre de 1949.
Brown va participar en un únic Gran Premi de Fórmula 1, el 10 d'octubre de 1976va conduir un Wolf - Williams al Gran Premi dels Estats Units de 1976 on va aconseguir finalitzar 14è.
A Brown li va anar millor en curses locals com les Tasman Series, que va guanyar el 1975, conduint un Lola - Repco.

## Resultats a la F1
| Any  | Equip           | 1   | 2   | 3      | 4   | 5   | 6   | 7   | 8   | 9   | 10  | 11  | 12  | 13  | 14  | 15     | 16  | Equip           | WDC | Punts |
| ---- | --------------- | --- | --- | ------ | --- | --- | --- | --- | --- | --- | --- | --- | --- | --- | --- | ------ | --- | --------------- | --- | ----- |
| 1976 | Wolf - Williams | BRA | RSA | USA O. | ESP | BEL | MON | SUE | FRA | GBR | ALE | AUT | HOL | ITA | CAN | USA 14 | JPN | Wolf - Williams | -   | 0     |